# Camarena de la Sierra (kommunhuvudort)
Camarena de la Sierra är en kommunhuvudort i Spanien.   Den ligger i provinsen Provincia de Teruel och regionen Aragonien, i den östra delen av landet, 230 km öster om huvudstaden Madrid. Camarena de la Sierra ligger 1 344 meter över havet och antalet invånare är 166.
Terrängen runt Camarena de la Sierra är kuperad. Runt Camarena de la Sierra är det mycket glesbefolkat, med 3 invånare per kvadratkilometer. Närmaste större samhälle är La Puebla de Valverde, 12,2 km nordost om Camarena de la Sierra. 